# Elmira Chackal
Pour les articles homonymes, voir Chacal (homonymie) et Chakall.
Elmira Chackal, née Cocola le 18 mars 1927 à Port-Saïd et décédée à Lambersart le 31 mars 2024, est une romancière et poétesse d'expression et de nationalité française.

## Biographie
Elmira Chackal s'est installée à Beyrouth en 1965. Enseignante, elle a présenté (sous la direction de Claude Martin) une thèse de doctorat portant sur l'œuvre de Pierre Emmanuel. Avant cela, elle avait obtenu une Maîtrise de Lettres modernes au sujet de l'œuvre d'André Chédid. Elle a vécu en Allemagne et enfin en France.

## Œuvres

### Poésie
- Étincelles à tous vents, les Sources vives, 2007  (ISBN 2-9517715-3-3) (BNF 41017895)
- Un souffle pour les roseaux, les Sources vives, 2005  (ISBN 2-9517715-0-9)
- Creuset d'azur, les Sources vives, 2005  (ISBN 2-9517715-2-5) (BNF 39955667)
- En si bémol majeur comme la sonate, les Sources vives, 2002  (ISBN 2-9517715-1-7)
- Silences, la Bartavelle éd., 1996 (ISBN 2-87744-302-3) édité erroné (BNF 39953367)
- Le temps d'un seul été, la Bartavelle éd., 1994  (ISBN 2-87744-194-6)
- Nocturnes et fulgurances, Éditions Saint-Germain-des-Prés, 1984  (ISBN 2-243-02379-2)
- Plus que la vie, Éditions Saint-Germain-des-Prés, 1981  (ISBN 2-243-01688-5)
- Ciel à contre-jour, Éditions Saint-Germain-des-Prés, 1977  (ISBN 2-243-00660-X)
- Mots de partance, Éditions Saint-Germain-des-Prés, 1974

### Essai
- Moments littéraires, la Pensée universelle, 1974

### Anthologies
- Crépuscule – Anthologie – Poétesses libanaises contemporaines, Éditions Kaph Books, 2024
- Cent poèmes sur l'exil, Éditions Le Cherche-Midi, 1993
- Nouvelle poésie contemporaine, une anthologie, Jean Breton, Éditions Le Cherche-Midi, 1985
- Fenêtres en poésie, Éditions Folio Junior, 1981

## Source
- Régine Deforges, « Elmira Chackal », in Poèmes de femmes, Le Cherche Midi, 2009, p. 233  (ISBN 978-2-7491-1208-4)